# Equíon (fill de Porteu)
Equíon (en grec antic: Ἐχίων), segons la mitologia grega, era un heroi grec, fill de Porteu.
Va ser el primer grec que va sortir del Cavall de Troia per assaltar la ciutat, però va morir en combat quan va saltar.